# 732
732 (DCCXXXII) je bilo prestopno leto, ki se je po julijanskem koledarju začelo na torek.

## Dogodki
- 10. oktober - bitka pri Toursu

## Smrti
- 25. oktober - Abd ar-Rahman, arabski vojskovodja